# Aisa Senda
Aisa Senda (kanji: 千田愛紗; Okinawa, 8 novembre 1982) è una cantante, attrice e conduttrice televisiva giapponese.
Debuttò nel 2000 a Taiwan come parte del gruppo femminile Sunday Girls, e da allora ha concentrato le sue attività a Taiwan. Parla fluentemente sia il giapponese che il cinese, ed è apparsa in un diverso numero di spot pubblicitari, programmi televisivi e drama. È anche la frontwoman del gruppo mandopop-hip hop Da Mouth, formatosi nel novembre del 2007.

## Carriera
Senda è nata e cresciuta a Okinawa, Giappone, dove ha frequentato la Okinawa Actors School sin da quando aveva 9 anni. Nel 2000, dopo l'inaspettata morte di Ando Yuki di Super Sunday, un popolare programma televisivo taiwanese, Senda fu chiamata a prendere il suo posto. Lei ed altre tre ragazze formarono, più tardi, le Sunday Girls, e pubblicarono il loro unico album Hsi-huan-ni (cinese tradizionale: 喜歡你; cinese semplificato: 喜欢你; pinyin: xǐ huān nǐ; traduzione: mi piaci), che contiene canzoni sia in giapponese che in mandarino. Il gruppo si sciolse nel 2001.
Dopo aver lasciato Super Sunday, Senda è apparsa in un certo numero di varietà televisivi e spot pubblicitari. Il suo debutto come attrice avvenne nel primo episodio della mini-serie Meteor Rain, sequel del famoso drama Meteor Garden.
Nel 2007 si è unita come voce femminile ai Da Mouth, pubblicando il loro primo album autointitolato nel novembre del 2007.

## Discografia
Per la lista completa della discografia come membro dei Da Mouth, vedi Da Mouth.

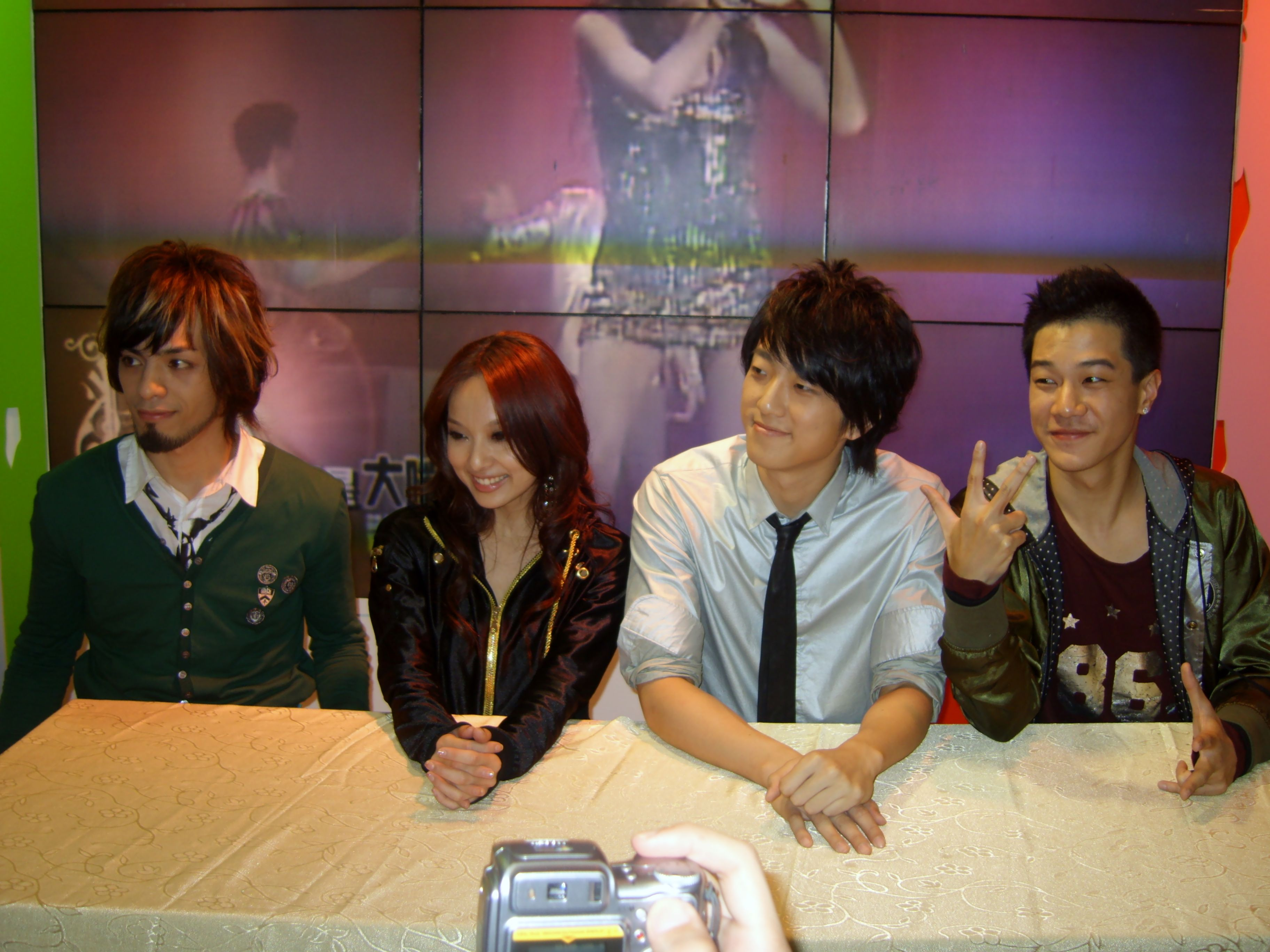
Aisa (la seconda da sinistra), insieme agli altri membri dei Da Mouth.

### Singoli
| Anno | Titolo inglese   | Titolo cinese    | Numero tracce | Note               |
| ---- | ---------------- | ---------------- | ------------- | ------------------ |
| 2003 | Winner go go go! | Winner go go go! | 1             | Gioco per computer |

### Album
| Anno | Titolo inglese | Titolo cinese | Numero tracce | Note         |
| ---- | -------------- | ------------- | ------------- | ------------ |
| 2001 | --             | 喜歡你        | 12            | Sunday Girls |

## Filmografia

### Drama televisivi
| Anno | Titolo inglese  | Titolo cinese  | Ruolo     |
| ---- | --------------- | -------------- | --------- |
| 2001 | Meteor Rain     | 流星雨         | --        |
| 2001 | Poor Prince     | 貧窮貴公子     | --        |
| 2002 | --              | 麻辣鮮師       | --        |
| 2002 | --              | 慾望六人行     | --        |
| 2003 | The Rose        | 薔薇之戀       | Mary 瑪麗 |
| 2006 | --              | 我的兒子是老大 | --        |
| 2007 | They Kiss Again | 惡作劇2吻      | Mary 瑪麗 |